# 普赖斯号护航驱逐舰
普赖斯号护航驱逐舰（英語：USS Price，舷号：DE-332），是美国海军于第二次世界大战期间建造的一艘埃德索尔级护航驱逐舰，其舰名取自在珊瑚海海战中阵亡的列克星敦号航空母舰军官爱德华·马克斯·普赖斯（Edward Max Price）中尉。
该舰由雷·P·雷诺兹（Ray P. Reynolds）女士冠名，于1943年8月24日在德克萨斯州奥兰治联合钢铁厂铺设龙骨，随后于10月30日下水。1944年1月12日，普赖斯号正式服役，交由小约翰·沃森·希金斯（John Worthen Higgins Jr.）少校指挥。

## 设计与装备
埃德索尔级护航驱逐舰的设计与巴克利级护航驱逐舰类似，均采用长船体并建有较高的舰桥。该级护航驱逐舰配备3英寸（76毫米）50倍径单装主炮，后续曾计划更换为5英寸（127毫米）38倍径主炮，但最终没有实际执行。该级护航驱逐舰由4台费尔班克斯-莫尔斯38D8-1/8-10内燃机提供动力，总功率最高可达6000匹马力，最高航速21节。其燃料舱可携带312吨重油，在12节航速下航程可达11000海里。此外，该级舰船还配备有较完善的侦查搜索系统，包括SL或SU水面雷达、SA对空雷达、QC声呐系统以及用于监听潜艇无线电的HF/DF天线。

## 服役历史
在百慕大完成试航调整后，普赖斯号于3月23日护送船团由诺福克出发前往北非。4月11日夜间，船团遭遇德军空袭，普赖斯号迅速反击并成功击落1架敌机。防空作战期间，队内霍尔德号护航驱逐舰被鱼雷命中，船体严重受损，普赖斯号随后护送该舰前往阿尔及尔接受紧急维修。普赖斯号之后继续护送船团前往比塞大并在返回美国后又执行了2次相似任务。9月28日，普赖斯号被调至英国航线执行护航任务，此后直至1945年5月29日，她共护送5批船团驶抵英国港口。
德国投降后，普赖斯号被调往太平洋战区服役并于7月27日顺利抵达珍珠港。8月31日，她启程前往埃内韦塔克环礁，为库拉湾号护航航空母舰提供飞机指引和护航掩护。她随后继续向西航行并先后进驻乌利西环礁、关岛、冲绳等地，12月6日，她离开关岛前往硫磺岛和父岛，协助盟军占领小笠原群岛和火山列岛。
1946年1月9日，普赖斯号离开父岛返回美国本土，途中她短暂停留硫磺岛、关岛、珍珠港接驳士兵并将他们送至洛杉矶，随后她继续前往美国东岸。2月21日，普赖斯号驶抵波士顿，3月末，她启程南下佛罗里达，1947年5月16日，她在格林科夫斯普林斯退役并加入美国海军预备舰队。
1956年8月1日，被改造为雷达哨戒驱逐舰DER-332的普赖斯号在纽约重归现役，9月11日，她在纽波特加入第18护航中队，正式开启其在美国海军的第二段服役生涯。此后的数年内，普赖斯号一直在大西洋执行雷达哨戒任务，其航迹北至纽芬兰，南至亚速尔群岛，任务期间她还多次前往古巴、百慕大、切萨皮克湾等地参加训练和演习。1960年4月1日，普赖斯号在奥兰治转入预备舰队，随后于6月30日正式退役。1974年8月1日，普赖斯号自美国海军除籍，随后于次年3月12日被出售拆解。

## 荣誉
普赖斯号服役期间所获荣誉如下：
|             |  |  |
| Bronze star |  |  |

| 战斗行动奖章 （追授）                  | 美国战役奖章           | 亚太战役奖章     |
| 欧洲-非洲-中东战役奖章 （1枚战斗之星） | 第二次世界大战胜利奖章 | 海军占领服役奖章 |

## 历任舰长
| 姓名       | 译名                 | 军衔 | 所属军种       | 任职时间                |
| ---------- | -------------------- | ---- | -------------- | ----------------------- |
|            | 小约翰·沃森·希金斯   | 少校 | 美国海军预备役 | 1944年1月12日           |
|            | 威廉·安德森·沃克三世 | 少校 | 美国海军       | 1945年4月21日           |
|            | 约翰·福斯特·科灵伍德 | 少校 | 美国海军       | 1946年7月-1947年5月16日 |
|            | 威廉·安东尼·斯通     | 少校 | 美国海军       | 1956年8月1日            |
| 资料缺失   |                      |      |                |                         |
|            | 小利奥·约瑟夫·马歇尔 | 少校 | 美国海军       | 1959年8月-1960年6月30日 |
| 参考文献： |                      |      |                |                         |